# Agriculture itinérante

Contrairement aux incendies de forêt destinés à les convertir définitivement en culture, arboriculture intensive (palmiers à huile, eucalyptus...) ou prairies pauvres, l'agriculture itinérante a peu d'impacts quant aux émissions de gaz à effet de serre (carte, incluant les effets dus à la conversion des sols). Localement, à Madagascar en particulier, elle a néanmoins eu des effets catastrophiques quant à l'érosion des sols)

L'agriculture itinérante est une forme d'agriculture essentiellement basée sur l'autoconsommation, et caractérisée par le défrichement, la mise en culture puis l'abandon (retour à la friche) d'une parcelle dont la fertilité a beaucoup diminué au profit de la culture d'un autre terrain plus fertile. Les familles, groupes ou tribus voyagent alors de terrain en terrain, en laissant en quelque sorte le sol en jachère longue durée. Quelques décennies ou siècles plus tard, il peut à nouveau être mis en culture. « C'est un système autorégénérant et adapté aux contraintes édaphiques, économiques et agronomiques ». L'agriculture itinérante ne doit pas être confondue avec le nomadisme : dans la majorité des cas seules les parcelles cultivées sont itinérantes, les villages ne changent pas d'emplacement.
La forme la plus fréquente d'agriculture itinérante est l'agriculture sur abattis-brûlis mais l'agriculture itinérante peut également être pratiquée sans usage du feu, comme dans les systèmes d'agriculture sur abattis-paillis ou encore sous les arbres.

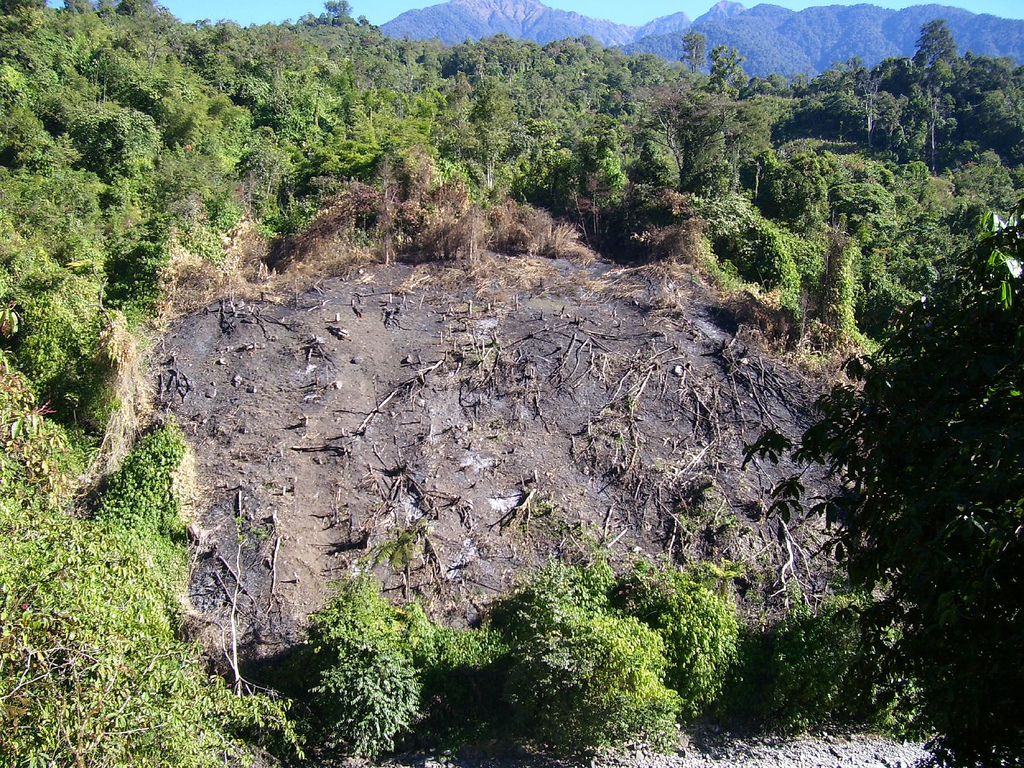
Sur forte pente, les sols préparés par le brûlis peuvent présenter une orientation et un microclimat favorable, mais aussi être plus vulnérables à l'érosion (ici dans le N-E de l'Inde (Vijaynagar circle ; Arunachal Pradesh)

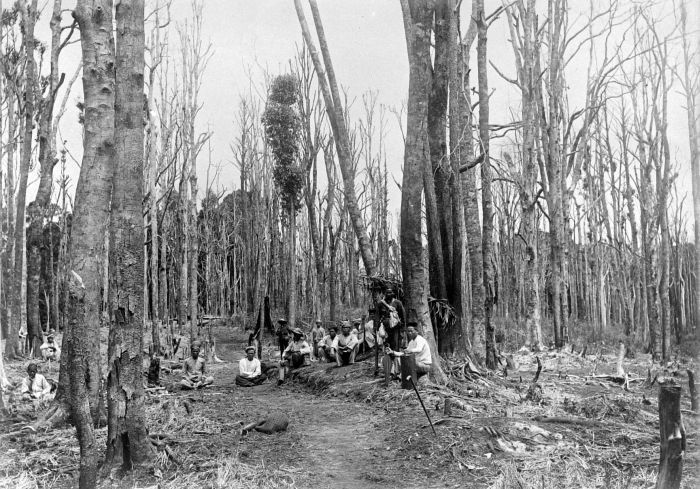
Essartage traditionnel à Sumatra (Indonésie) ; alors qu'en 1900 à Java, presque toutes les terres agricoles cultivées l'étaient de manière permanente, il y avait à Sumatra encore beaucoup d'agriculture traditionnelle itinérante (sur brûlis ou sous les arbres (système dit "Ladang") qui sont ici épargnés car le coût en travail de leur coupe dépasserait l'avantage de les conserver, pour leur ombrage notamment). Le petit bois abattu est brûlé et on plante alors (au plantoir) les graines de plantes annuelles dans les cendres tièdes. Le ladang durait deux ans, puis une nouvelle parcelle était ouverte en forêt

## Typologies des agricultures itinérantes
L'agriculture itinérante est une des premières formes d'agriculture à avoir été pratiquée par les humains. Elle a été pratiquée dans toutes les zones atteintes par l'agriculture avant le XIXe siècle (c'est-à-dire toutes les zones agricoles actuelles à l'exception de l'Australie, du sud de l'Argentine et du Chili et de certaines zones des États-Unis et du Canada). Ces systèmes ont disparu dans la majorité des régions du monde à la suite de l'accroissement de la population et à la déforestation qui s'est ensuivie. Diverses formes d'agriculture itinérante sont pratiquées de nos jours sur les sols tropicaux pauvres et vulnérables (karstiques ou acides), y compris en forêt. Jusqu'au début du XXe siècle, elle était pratiquée dans les forêts boréales de Suède et de Finlande.
Dans la grande majorité des cas, l'agriculture itinérante est une agriculture sur abattis-brûlis. Un cas particulier concerne des systèmes amazoniens aujourd'hui disparus (terra mulata), où le brûlis a été mené de manière à produire une couche de charbon de bois, similaire au biochar, et contribuant au maintien de la fertilité du sol.
Dans les zones de forêt tropicale, la végétation très dense complique le défrichement avec les outils en pierre tandis que le climat humide limite l'utilisation du feu. Dans ces conditions, l’écorçage des arbres peut être plus efficace que le feu pour les tuer. Parfois dans ces conditions, seul le sous-bois est éliminé, les plantes herbacées coupées et les résidus végétaux utilisés comme paillis, une pratique également appelée agriculture abattis-paillis (slash and mulch).
L'essartage est une forme d'agriculture itinérante pratiquée en Europe au Moyen Âge, en marge des systèmes agraires fixes.
Parfois ce sont les femmes qui s'occupent de l'agriculture (0,4 à 0,5 ha de champ par femme active ) et les hommes de la chasse et la pêche.

## Limites
Les principales limites à ce type d'agriculture sont la disponibilité en espace, un caractère relativement extensif et le besoin d'un temps long pour la régénération du sol. Tant que le système reste extensif, il contribue à une gestion locale de la biodiversité (y compris en termes de diversité génétique des plantes cultivées ou de la volaille et d'autres animaux (cochon, chèvre) parfois associés), mais au-delà d'un certain seuil de pression, des effets négatifs pour le sol, le gibier, la biodiversité et la santé des populations peuvent apparaître « en particulier lorsque, sous l'effet de la croissance urbaine, des plans de développement et de facteurs sociétaux, la présence humaine augmente et les pratiques agraires s'intensifient ».
Pour calculer les besoins en terre il faut tenir compte du besoin alimentaire des individus et multiplier la surface mise en culture par année avec le cycle moyen culture-jachère.
Dans certains cas, la forêt n'a jamais vraiment le temps de repousser, ce qui tend à sélectionner les espèces pionnières (ex. : durée de la jachère de moins de 10 ans). On passe alors d'une friche forestière une friche buissonnante. Si la durée de la friche diminue encore, elle laisse place à une friche herbeuse et oblige à un changement radical du système agraire (les écosystèmes herbacés ne peuvent pas être défrichés avec les outils des agriculteurs itinérants).
Au Sarawak (Malaisie), Cramb  a estimé que, dans les années 1980, le défrichement de la forêt primaire représentait moins de 5 % de la superficie défrichée par année.

## Impacts environnementaux
Sur la FAO et de nombreux agronomes, il y a consensus sur le fait que l'agriculture itinérante traditionnelle à condition d'être pratiquée dans une zone à faible densité de population et de manière extensive, soit un système agraire durable du point de vue écologique.
Ses impacts sur l'écosystème forestiers, l'eau, l'air, le sol et les sociétés sont a priori bien moindres que la dégradation des forêts, leur fragmentation ou destruction par les plantations industrielles d'arbres, l'exploitation forestière et les effets différés et indirects des créations de routes forestières et autres voies d'accès en forêt, ou que les activités minières, d'orpaillage ou grands projets d'infrastructure (routes, barrages, grands pipelines, etc.). Cependant, les voies d'accès en forêt liées aux activités évoquées ci-dessus peuvent être source d'intensification des échanges commerciaux et de pression sur les milieux (viande de brousse, braconnage, intensification excessive de la culture itinérante)
Les champs vivriers ou parcelles jardinées sous le couvert de la jungle sont souvent situées jusqu'à quelques kilomètres des villages ou campements. La chasse et la pêche traditionnelles apportent en général un complément alimentaire (avec un impact modifié là où les fusils de chasse se sont généralisés)
L'agriculture itinérante traditionnelle, telle qu'elle était pratiquée par les peuples autochtones dits « peuples de la forêt » (exemple : l'agriculture sur brûlis dans les régions équatoriales comme Kalimantan), c'est-à-dire généralement de manière extensive, est compatible avec le statut de paysages forestiers intacts qui demande le respect de l'intégrité de la forêt sur des surfaces assez grandes pour que toutes les espèces potentiellement présent puissent y vivre durablement.
Ce statut est notamment retenu par l'écocertification FSC.

## EnFrance
C'est une forme d'agriculture qui se pratique encore en outre-mer, dont en Guyane par les communautés amérindiennes et bushinengue (par exemple dans les bassins du Maroni et de l'Oyapock, ainsi que dans une partie de l'amazonie non déboisée) en tant qu'agriculture de subsistance. Il s'agit dans ce cas d'agriculture sur brûlis.